# Danilia kuroshio
Danilia kuroshio là một loài ốc biển, là động vật thân mềm chân bụng sống ở biển thuộc họ Chilodontidae.